# Сливнишко Похорє
Сливнишко Похорє (словен. Slivniško Pohorje) — поселення в общині Хоче-Сливниця, Подравський регіон‎, Словенія.